# جوادر نوکدار
جوادر نوکدار، روستایی در دهستان سینکان بخش مرکزی شهرستان گلشن در استان سیستان و بلوچستان ایران است.

## جمعیت
بر پایه سرشماری عمومی نفوس و مسکن در سال ۱۳۹۵، جمعیت این روستا برابر با ۲۲ نفر (۵ خانوار) بوده‌است.